# Chemora
Chemora là một thị trấn thuộc tỉnh Batna, Algérie. Dân số thời điểm năm 2002 là 15.091 người.